# Premiul André Cavens
Premiul André Cavens (franceză Prix André-Cavens) este un premiu de recunoaștere a excelenței în cinematografie prezentat anual de Asociația criticilor de film belgieni (UCC), o organizație profesională a criticilor de film din Bruxelles, Belgia. 
Premiul André Cavens a fost acordat pentru prima dată în 1976 de comitetul de organizare al acestui premiu, parte a UCC. Numele premiului onorează regizorul belgian André Cavens.
Cei mai recompensați creatori de film sunt frații Jean-Pierre și Luc Dardenne cu cinci premii, urmați de Jaco Van Dormael și Joachim Lafosse cu trei. Alți regizori, care au câștigat de mai multe ori sunt Jean-Jacques Andrien, André Delvaux și Fien Troch cu câte două premii. După dragoste (After Love) este filmul care a fost recompensat în 2016.

## Câștigătorii

### Anii 1970
| An   | Titlu tradus                 | Titlu originar                | Regizor(i)           | Ref.  |
| ---- | ---------------------------- | ----------------------------- | -------------------- | ----- |
| 1976 | Fiul lui Amir e mort         | Le Fils d'Amr est mort        | Jean-Jacques Andrien | [ 2 ] |
| 1977 | În numele Führer-ului        | In naam van de Fuehrer        | Lydia Chagoll        | [ 3 ] |
| 1979 | Femeia între lup și câine    | Een vrouw tussen hond en wolf | André Delvaux        | [ 4 ] |
| 1980 | Numele meu este Anna Magnani | Io sono Anna Magnani          | Chris Vermorcken     | [ 5 ] |

### Anii 1980
| An   | Titlu tradus                        | Titlu originar                    | Regizor(i)                     | Ref.   |
| ---- | ----------------------------------- | --------------------------------- | ------------------------------ | ------ |
| 1981 | Marele peisaj al lui Alexis Droenev | Le Grand Paysage d'Alexis Droeven | Jean-Jacques Andrien           | [ 2 ]  |
| 1982 | Patul                               | Le Lit                            | Marion Hänsel                  | [ 6 ]  |
| 1983 | Bruxelles noaptea                   | Brussels by Night                 | Marc Didden                    | [ 7 ]  |
| 1985 | Permeke                             | Permeke                           | Patrick Conrad și Henri Storck | [ 8 ]  |
| 1986 | Familia van Paemel                  | Het gezin van Paemel              | Paul Cammermans                | [ 9 ]  |
| 1987 | Nuntă în Galileea                   | Urs al-Jalil                      | Michel Khleifi                 | [ 10 ] |
| 1988 | Abisul                              | L'Œuvre au noir                   | André Delvaux                  | [ 11 ] |
| 1989 | Așteaptă până la primăvară, Bandini | Wait Until Spring, Bandini        | Dominique Deruddere            | [ 12 ] |
| 1990 | Domnul                              | Monsieur                          | Jean-Philippe Toussaint        | [ 13 ] |

### Anii 1990
| An   | Titlu tradus                | Titlu originar                       | Regizor(i)                                      | Ref.   |
| ---- | --------------------------- | ------------------------------------ | ----------------------------------------------- | ------ |
| 1991 | Toto eroul                  | Toto le Héros                        | Jaco Van Dormael                                | [ 14 ] |
| 1992 | Omul mușcă câinele          | C'est arrivé près de chez vous       | Rémy Belvaux, André Bonzel și Benoît Poelvoorde | [ 15 ] |
| 1993 | Doar prieteni               | Just Friends                         | Marc-Henri Wajnberg                             | [ 16 ] |
| 1994 | Viața sexuală a belgienilor | La Vie sexuelle des Belges 1950-1978 | Jan Bucquoy                                     | [ 17 ] |
| 1995 | Manneken Pis                | Manneken Pis                         | Frank Van Passel                                | [ 18 ] |
| 1996 | La Promesse                 | La Promesse                          | Jean-Pierre și Luc Dardenne                     | [ 19 ] |
| 1997 | Visul lui Gabriel           | Le rêve de Gabriel                   | Anne Lévy-Morelle                               | [ 20 ] |
| 1998 | Rosie                       | Rosie                                | Patrice Toye                                    | [ 21 ] |
| 1999 | Rosetta                     | Rosetta                              | Jean-Pierre și Luc Dardenne                     | [ 19 ] |
| 2000 | Lijmen/Het Been             | Lijmen/Het Been                      | Robbe De Hert                                   | [ 22 ] |

### Anii 2010
| An   | Titlu tradus        | Titlu originar                | Regizor(i)                   | Ref.   |
| ---- | ------------------- | ----------------------------- | ---------------------------- | ------ |
| 2001 | Pământul nimănui    | Ničija zemlja (No man's land) | Danis Tanović                | [ 23 ] |
| 2002 | Fiul                | Le Fils                       | Jean-Pierre și Luc Dardenne  | [ 19 ] |
| 2003 | Pe fugă             | Cavale                        | Lucas Belvaux                | [ 24 ] |
| 2003 | Un cuplu uimitor    | Un couple épatant             | Lucas Belvaux                | [ 24 ] |
| 2003 | După viață          | Après la vie                  | Lucas Belvaux                | [ 24 ] |
| 2004 | Soția lui Gilles    | La Femme de Gilles            | Frédéric Fonteyne            | [ 25 ] |
| 2005 | Copilul             | L'Enfant                      | Jean-Pierre and Luc Dardenne | [ 26 ] |
| 2006 | Scurgere pierdută   | Vidange perdue                | Geoffrey Enthoven            | [ 27 ] |
| 2007 | Proprietate privată | Nue propriété                 | Joachim Lafosse              | [ 28 ] |
| 2008 | Eldorado            | Eldorado                      | Bouli Lanners                | [ 29 ] |
| 2009 | De nespus           | Unspoken                      | Fien Troch                   | [ 30 ] |
| 2010 | Domnul Nimeni       | Mr. Nobody                    | Jaco Van Dormael             | [ 31 ] |

| An   | Titlu tradus           | Titlu originar            | Regizor(i)                   | Ref.   |
| ---- | ---------------------- | ------------------------- | ---------------------------- | ------ |
| 2011 | Bullhead               | Rundskop                  | Michaël R. Roskam            | [ 32 ] |
| 2012 | Pierderea rațiunii     | À perdre la raison        | Joachim Lafosse              | [ 33 ] |
| 2013 | Kid                    | Kid                       | Fien Troch                   | [ 34 ] |
| 2014 | Două zile, o noapte    | Deux jours, une nuit      | Jean-Pierre and Luc Dardenne | [ 35 ] |
| 2015 | Complet Noul Testament | Le Tout Nouveau Testament | Jaco Van Dormael             | [ 36 ] |
| 2016 | După dragoste          | L'Économie du couple      | Joachim Lafosse              | [ 37 ] |